# Мясо рукокрылых

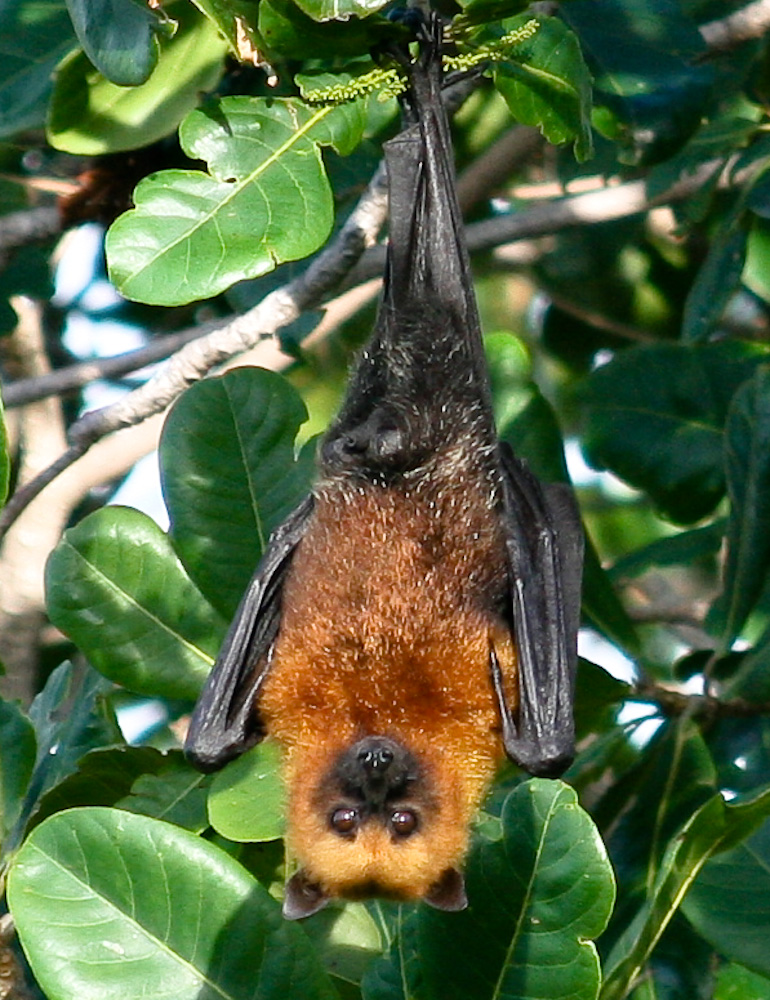
Крылан Pteropus seychellensis — одно из наиболее часто употребляемых в пищу рукокрылых

Мясо рукокрылых — основной или дополнительный ингредиент ряда блюд в кухнях некоторых народов Восточной Азии, Океании и Африки. Как правило, в пищу употребляется мясо крупных представителей — например, крыланов Pteropus seychellensis.

## Общие сведения
Культура потребления мяса рукокрылых разнится в зависимости от конкретной страны и региона: где-то оно является сравнительно повседневной пищей, подаваемой в кафе и продающейся в уличных киосках, тогда как в других областях считается экзотическим блюдом. Способы приготовления «рукокрылятины» также варьируются: гриль, барбекю, фритюр, стир-фрай, варёное мясо и так далее. Где-то в пищу употребляют только головы рукокрылых, а где-то и внутренние органы.

## Потребление рукокрылых в пищу в разных странах

### Юго-Восточная Азия
У индонезийского народа минахасцев, проживающего в северной части острова Сулавеси, распространено блюдо паники, представляющее собой жареного крылана, приправленного карри. Нередко ингредиентами для блюда служат и другие специи и травы и кокосовое молоко; паники также может служить основой для супа. Иногда паники обильно приправляется перцем и тогда, по некоторым данным, по вкусу напоминает острую говядину.

Разные варианты паники в Индонезии
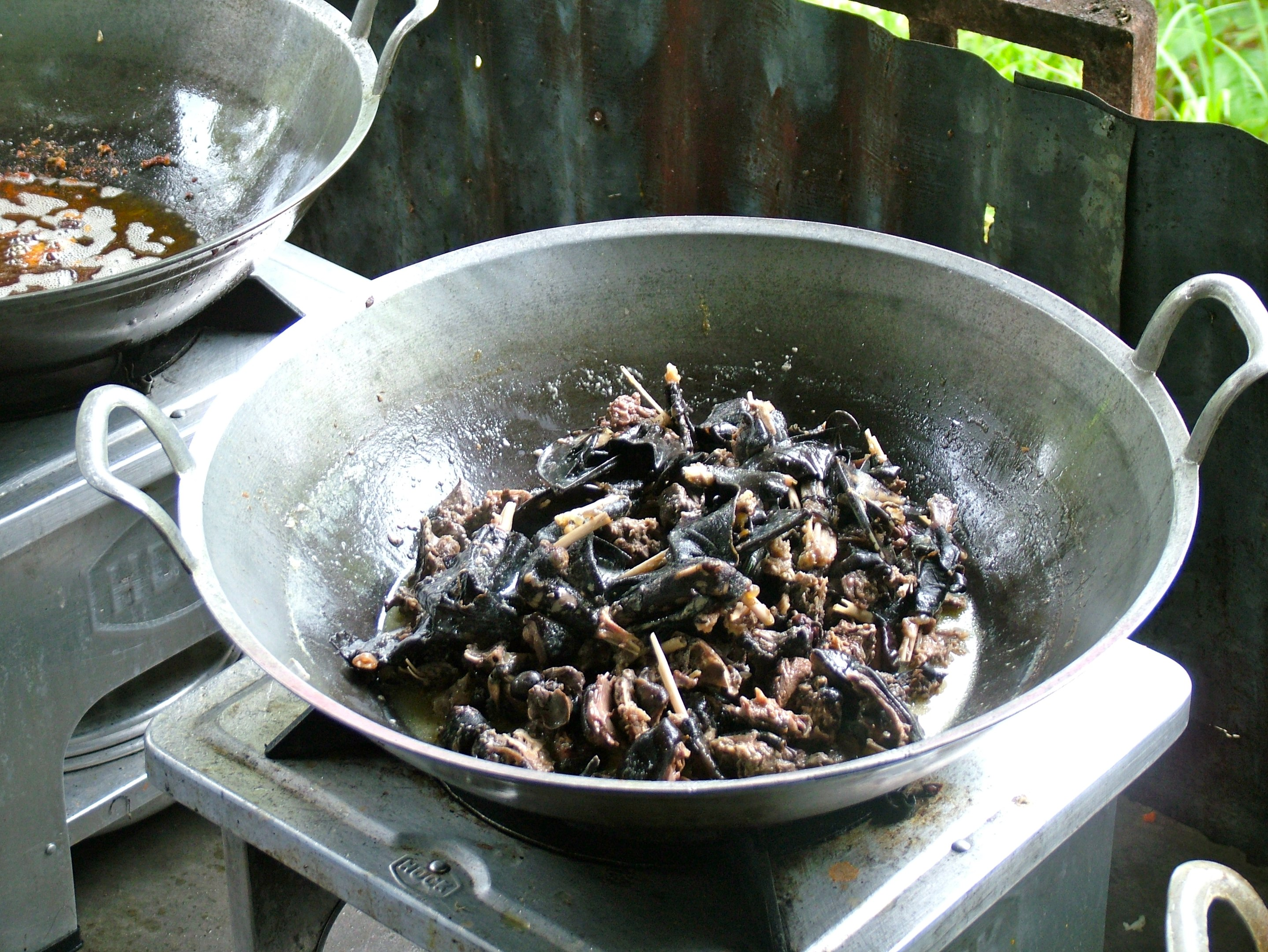
Процесс приготовления паники
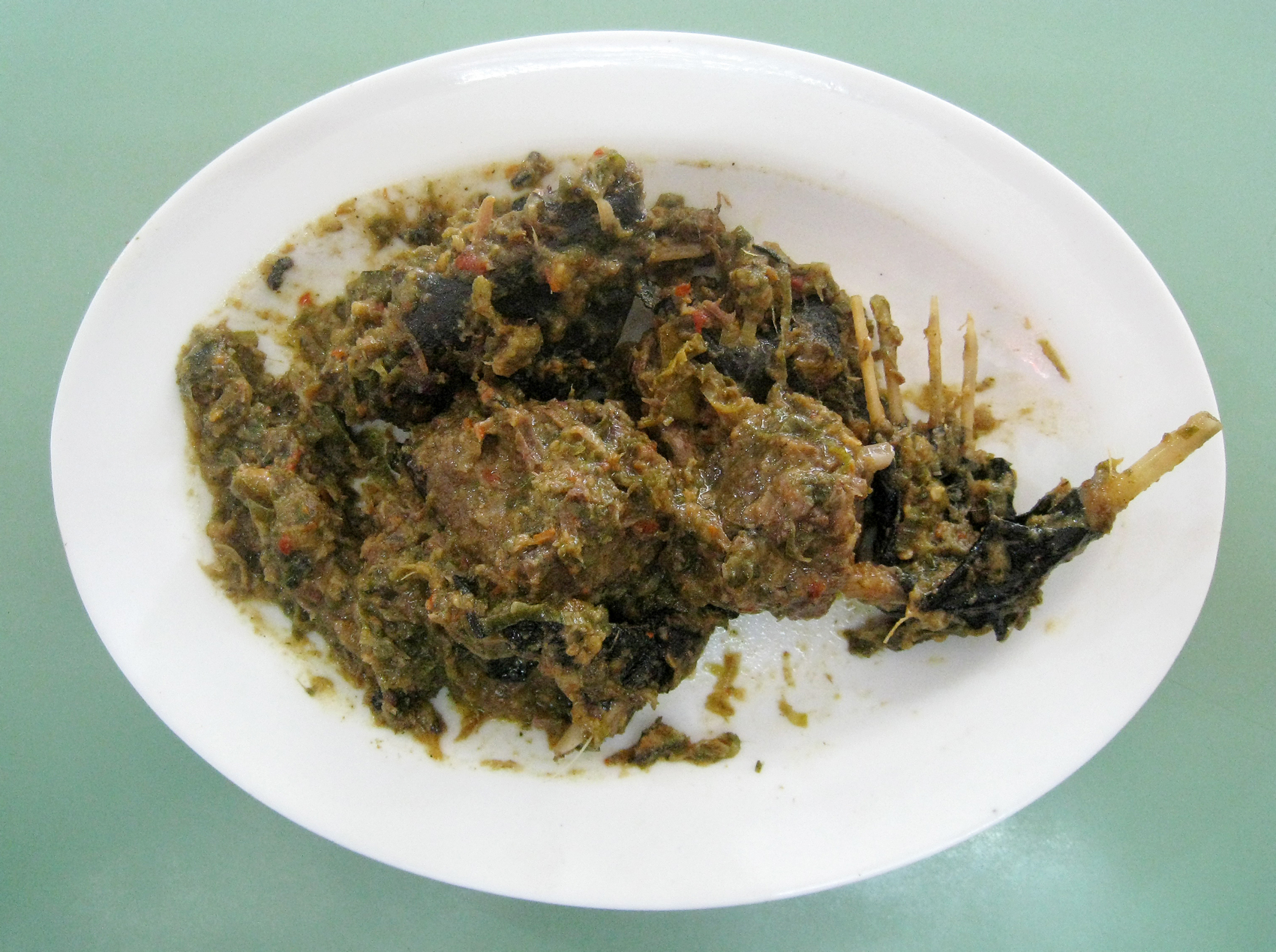
Паники в виде жареной летучей мыши, приправленной карри
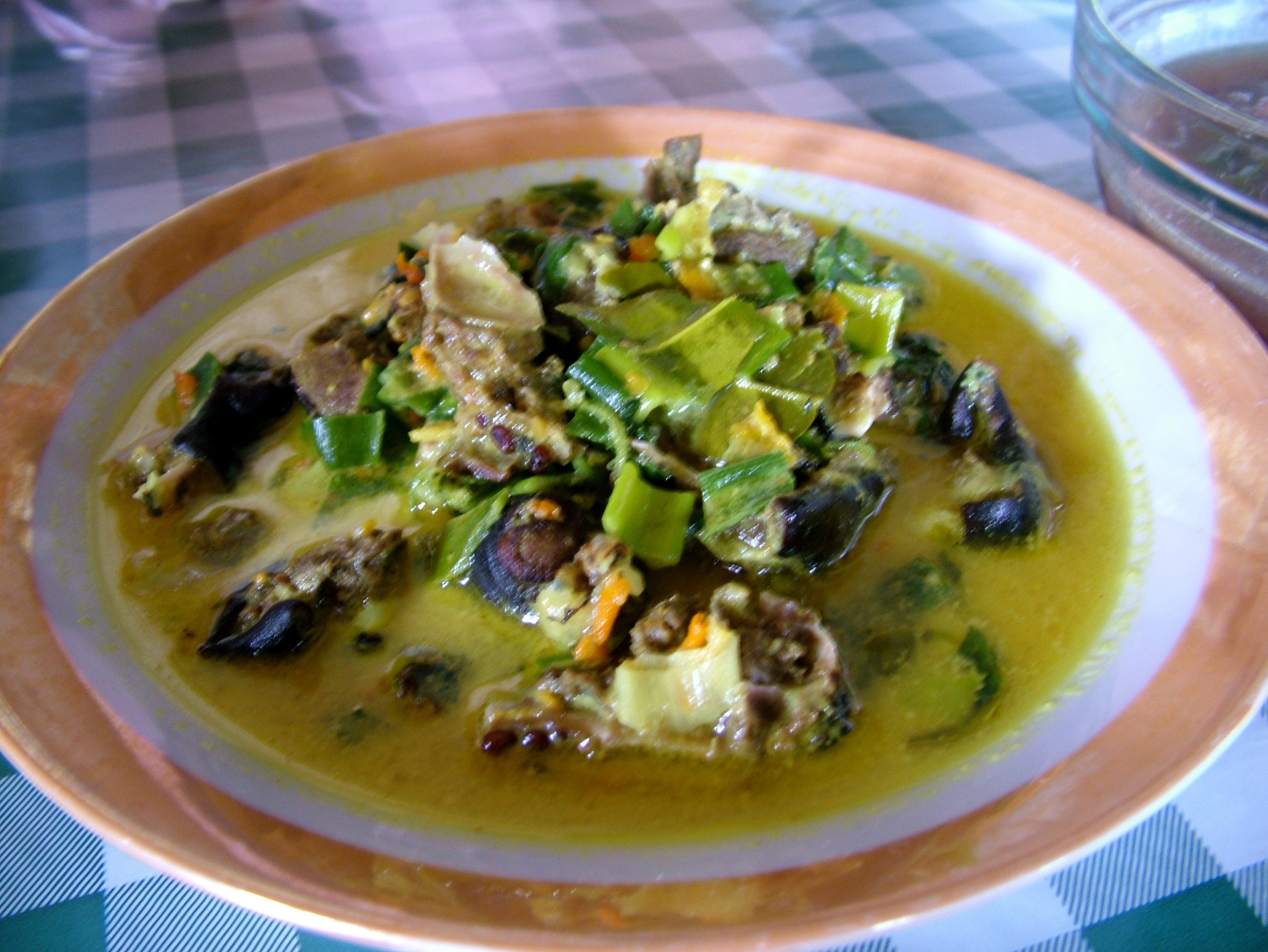
Суп на основе паники

Во Вьетнаме мясо крыланов иногда добавляется в рисовую кашу, в Лаосе и Камбодже головы летучих мышей, зажаренные на шампурах, в некоторых местностях являются популярными закусками. Небольших крыланов в этих странах обычно тушат на медленном огне с овощами. Известны также случаи приготовления из мелко нарезанного варёного мяса небольших летучих мышей подобия экстракта, употребляемого как тонизирующее средство. На Филиппинах были известны случаи употребления в пищу вида Dobsonia chapmani (который сейчас находится на грани вымирания из-за интенсивной охоты).

Приготовление блюд из рукокрылых
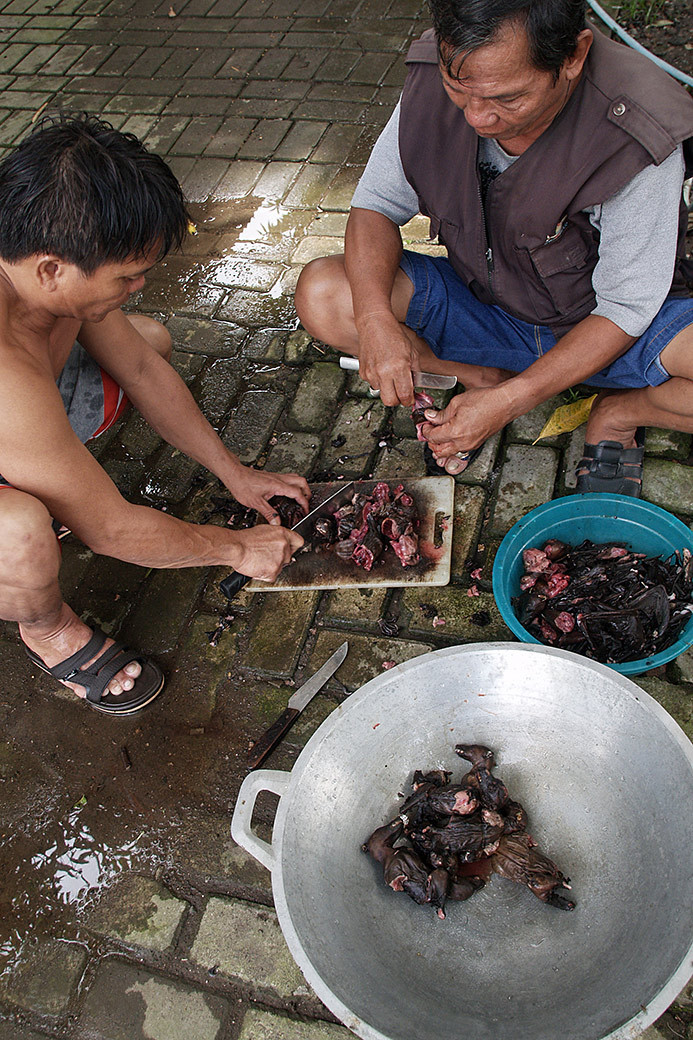
Летучие мыши, отобранные для готовки
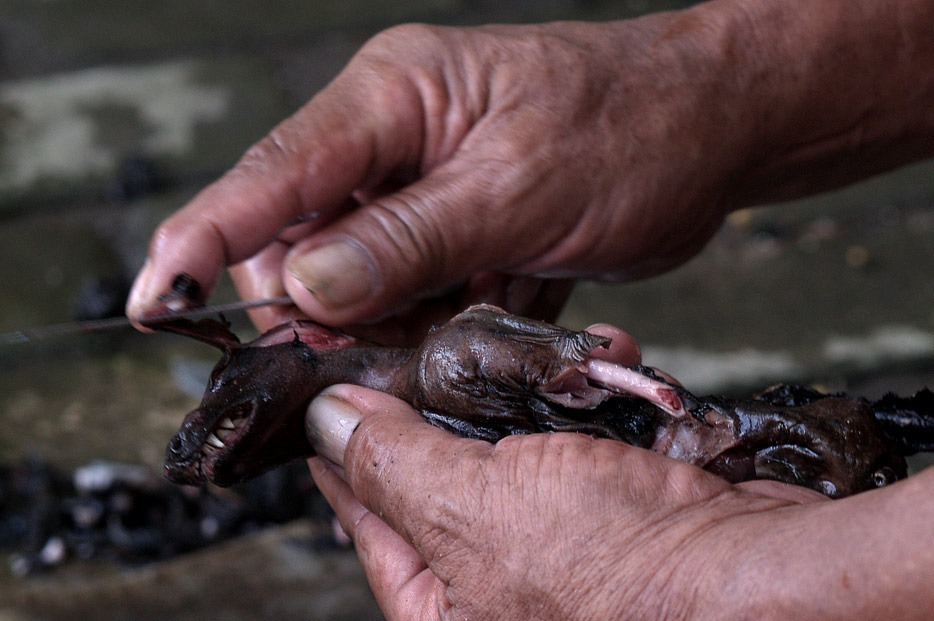
Очистка тел мышей перед готовкой
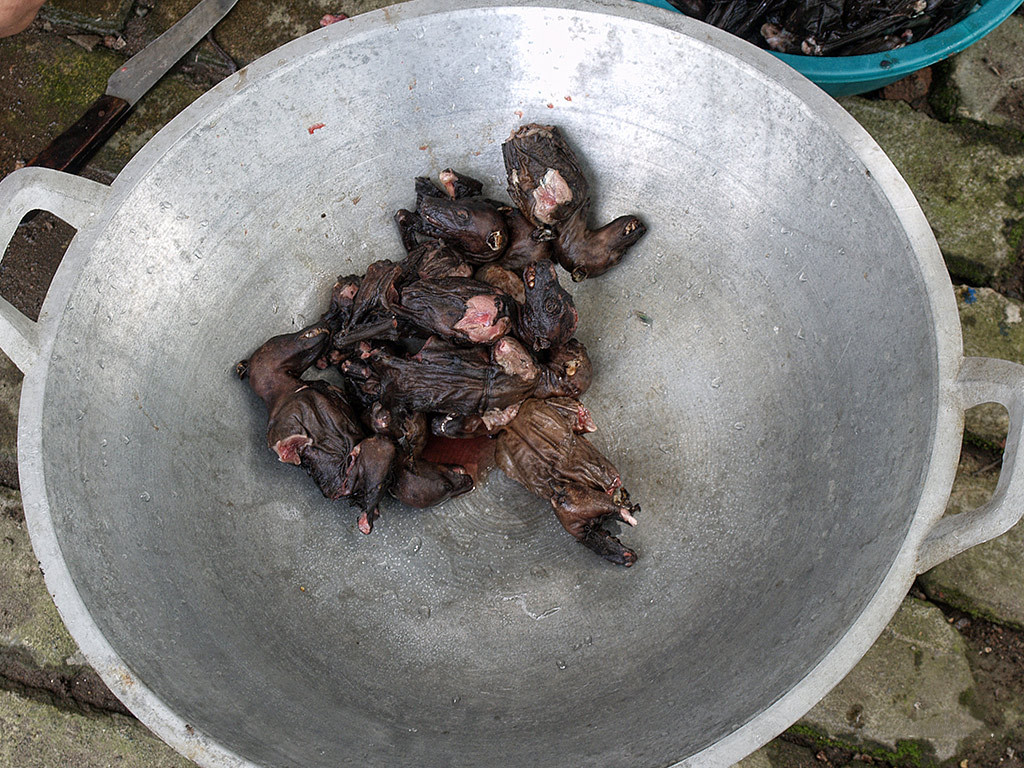
Мыши, готовые к процессу приготовления пищи

Блюда из летучих мышей известны и в южных регионах Китая. Так, в кантонской кухне мясо крыланов считается экзотическим блюдом. На Тайване жареных летучих мышей можно встретить в некоторых лавках. Кроме того, в сычуаньской кухне известен суп из непереваренных комаров, добываемых из помёта летучих мышей.
В Японии потребление летучих мышей в пищу имело место на островах Рюкю (во время существования королевства Рюкю) и Огасарава, однако никогда не существовало в масштабах традиции и носило эпизодический характер. Количество крыланов на этих островах всегда было небольшим, а ныне они взяты под охрану и охота на них запрещена законом.

### Океания
В XXI веке из стран Океании потребление рукокрылых наиболее распространено в Палау и Вануату. Так, в Палау местных крыланов готовят с кокосовым молоком, имбирём и различными специями и подают в местных ресторанах и продают в магазинах. Установлено, что в период японского правления (1918—1944) в Палау блюда из летучих мышей являлись распространённой пищей в столовых средних школ. В кухне Вануату также известны блюда из крыланов; жители островов, так же как и представители филиппинского аборигенного народа агта (аэта) в прошлом, используют для охоты на них в основном луки и стрелы. В Новой Каледонии охота на рукокрылых иногда устраивается как зрелище для туристов.
На Гуаме и Марианских островах (в частности, на Сайпане) среди народа чаморро потребление местных марианских летучих лисиц ранее было достаточно распространено, однако ныне, ввиду сокращения популяции и миграций рукокрылых, культура их потребления в пищу постепенно отживает. Тем не менее на Гуаме популярность такого блюда остаётся высокой, и, по причине сокращения местных популяций, известны случаи полулегального ввоза Pteropus pselaphon (бонинская летучая лисица, эндемик Японии) и самоанской летучей лисицы на остров для потребления в пищу. Американскими военными, оккупировавшими Огасараву в 1945 году (в ходе Второй мировой войны), были описаны наблюдавшиеся ими случаи отлова сетями местными жителями Pteropus pselaphon.
На Папуа — Новой Гвинее потребление рукокрылых в пищу распространено среди народа каран, которые охотятся на них ради мяса. Мясо местных рукокрылых по вкусу напоминает, по некоторым данным, курицу, а суп с приправами, которые из него варят, считается более питательным, нежели индонезийский аналог. Некоторые племена австралийских аборигенов также едят мясо рукокрылых, охотясь на них при помощи бумерангов.

### Африка
Из стран Западной Африки потребление рукокрылых в пищу имеет место, например, в Гвинее и Сьерра-Леоне, однако более всего распространено в Буркина-Фасо, где блюда из них достаточно популярны. Жители страны охотятся на них с помощью пистолетов, пневматического оружия или сбивают из рогаток, сделанных из ветки дерева и резинки.
На Сейшельских островах, расположенных в Индийском океане, мясо крылана, приправленное карри, является одним из главных блюд национальной креольской кухни.

## Опасности потребления в пищу
Потребление рукокрылых в пищу человеком может привести к заражению целым рядом заболеваний.
Так, одной из возможных причин эпидемии атипичной пневмонии в Китае в 2002—2003 годах считают заражение этим коронавирусом через употребление мяса инфицированных летучих мышей и других диких животных.
Вспышка в 2014 году в Западной Африке геморрагической лихорадки Эбола также нередко связывается с потреблением мяса рукокрылых. Одним из изначальных очагов эпидемии был город Гекеду на юге Гвинеи, в окрестностях которого охота на летучих мышей (среди которых, как показали исследования, много инфицированных вирусом Эбола) весьма распространена.